# Ulrich Nitschke
Ulrich Nitschke (* 24. Dezember 1879 in Grottkau; † 26. Mai 1971 in Schönau im Odenwald) war ein deutscher Maler und Bildhauer.

## Leben
Nitschke war das dritte Kind des preußischen Steuerbeamten Ernst Nitschke und dessen Ehefrau Ernestine. Er war mit Hadwig Baedeker verheiratet; die gemeinsame Tochter Nike war auch Malerin und wurde als Schnitzerin von Kasperl-Figuren (46 Charaktere) bekannt.
Ulrich Nitschke, der Lehrer werden sollte, besuchte nach seiner Schulzeit in Breslau eine Präparandenanstalt. Seine künstlerische Begabung ermöglichte ihm 1898 die Aufnahme in die Zeichenklasse von Prof. Ernst Schurth an der Kunstakademie Karlsruhe, wo er eine lebenslange Freundschaft mit Franz Mutzenbecher schloss.
Zusammen mit Paul Klee, Wassily Kandinsky und Hans Purrmann studierte er ab 1900 bei Franz von Stuck an der Kunstakademie München (Matrikelnummer 2167), wo er das Malen nach der Natur übte (Männer- und Frauen-Akte). Wesentlich für seine späteren bildhauerischen Arbeiten waren Anatomievorlesungen für bildende Künstler an der Ludwig-Maximilians-Universität. In dieser Zeit kam er durch Melchior von Hugo mit dem Dichter Max Dauthendey in Kontakt und konnte im Atelier des Bildhauers Karl Albiker ein und aus gehen. Im Sommer 1901 radelte er von München aus zu Studien nach Florenz und Rom, und dann zum Louvre nach Paris. Später reiste er wiederholt in die Schweiz, nach Österreich, Italien und Frankreich.
Von 1903 bis 1907 war er Meisterschüler von Leopold von Kalckreuth und von Adolf Hölzel an der Kunstakademie Stuttgart, wo er großformatige Temperabilder malte und bei einer Ausstellung für ein Landschaftsbild eine silberne Medaille des Königs Wilhelm II. von Württemberg als 2. Preis erhielt. In Stuttgart gehörte er einem Freundeskreis um die Architekten Bruno Taut, Paul Bonatz und Oscar Pixis an, zu dem 1904 auch der Architekt Walther Baedeker stieß, mit dem er ca. zehn Jahre eng zusammenarbeitete.
Während seiner Ausbildung entwickelte sich sein Interesse für architekturbezogene Kunst und er erhielt 1906 von dem Hamburger Architekten Walther Baedeker den Auftrag, das dreitürige Portal des gerade erbauten Warenhauses Karstadt in Lübeck mit überlebensgroßen allegorischen Statuen, sechs Vollfiguren und zwölf Reliefs, in hartem Sandstein auszugestalten. Danach schuf er 1907 auf Einladung von Theodor Fischer mit Louis Moilliet, Hans Brühlmann und Melchior von Hugo die Wandmalereien für den Konzertsaal der Pfullinger Hallen; er malte die Ostwand mit den Themen Angst und Besänftigung durch Musik aus.
Noch im selben Jahr bat Walther Baedeker ihn um die Mitarbeit an einem Wettbewerb für die Hamburger Universität. Danach engagierte er ihn zur Zusammenarbeit im eigenen Architekturbüro im „Weißen Haus“ in Blankenese und übertrug ihm während einer längeren Krankheit die Vertretung in den laufenden Angelegenheiten von der Planung bis zur Bauleitung.
Bruno Taut veranlasste ihn 1908 für Arthur Vogdt fünf Terrakotten von 2 Meter Höhe zum „Willkommen“ am Haus Bismarckstraße 10 zu gestalten. Da die Technik hierfür vergessen war, erforschte er etruskische Grabmale und erfand in einer Ziegelei in Westpreußen ein Verfahren, aus feuchtem knetbaren Ton standfeste, große, innen hohle Figuren aufzubauen, ohne Risse hart zu brennen, und diese unversehrt nach langem Transport in großer Höhe an der Fassade zu montieren. Eine weitere Terrakotta fertigte er für eine Fassade am Potsdamer Platz an.
Paul Ludwig Troost beauftragte ihn 1909, zwei überlebensgroße Figuren aus Basalt mit dem Thema „Begegnung“ für das Haus Bismarckstraße 12 zu schaffen; dabei erforderte die Umstellung von Ton auf harten Naturstein eine andere anstrengende Technik.
Im Jahr 1911 modellierte er eine Rundplastik und einen Januskopf mit Bübchen für das Gartenhaus des Dichters Richard Dehmel in Blankenese. Es folgten weitere Terrakotta-Aufträge, die großes Aufsehen erregten, so dass seine Terrakotten bei den jährlichen Frühjahrsausstellungen der Berliner Akademie am Pariser Platz zu sehen waren. Louis Moilliet wollte ihn zusammen mit August Macke und Paul Klee für eine Tunisreise im April 1914 gewinnen, doch war er durch Verpflichtungen in Hamburg gebunden.
Im Ersten Weltkrieg war er als Kriegsfreiwilliger an der Westfront in Nordfrankreich im Einsatz.
Von 1923 bis 1943 hatte er sein Atelier am „Knie“ (heutiger Ernst-Reuter-Platz) in Berlin-Charlottenburg. Von Architekten, vor allem von Arthur Vogdt, erhielt er Aufträge für Wandmalereien, Terrakotten und Plastiken aus Stein und Marmorbeton. 1923 gewann er den Wettbewerb zur Neugestaltung des Nollendorfplatzes, für den 88 Entwürfe eingereicht worden waren. 1929 beauftragte ihn der Architekt Hermann Dernburg, für das Warenhaus Wertheim in Breslau überlebensgroße Terrakotta-Köpfe „aus aller Herren Länder“ zu schaffen.
1930 bis 1932 hielt er sich an der Côte d’Azur auf – in Cassis, Saint-Tropez, Sanary, Menton – und malte Landschaften und Porträts in Öl; in Cagnes entstanden Terrakotta und Porträt von Nike.
Sein Atelier wurde am 23. November 1943 von Bomben total zerstört. Danach lebte er in Salzburg und zog 1952 nach Neckarsteinach. Ab 1959 lebte er in Schönau bei Heidelberg, wo er 80-jährig mit Hilfe seiner Familie ein erdgeschossiges Haus baute, das er mit Fresken und überlebensgroßen Skulpturen aus Marmorstampfbeton (Adam und Eva, Noli me tangere) schmückte.

## Warenhaus Wertheim in Breslau / „Renoma“ Wrocław
Von 1928 bis 1930 wurde in Breslau das Warenhaus Wertheim errichtet. Der Architekt Hermann Dernburg beauftragte Ulrich Nitschke, 25 Modelle für plastische Köpfe von Typen aus aller Herren Länder zu schaffen. Jeweils vierfach in Terrakotta ausgeführt, wurden die 100 Köpfe mit abwärts gewandten Gesichtern an den tragenden Pfeilern zwischen den Fenstern angebracht. Neben den 56 nach oben gerichteten floralen Plastiken von Hans Klakow traten die Köpfe quasi in einen Dialog mit den Menschen auf den Straßen und Plätzen ringsum.
Im Zweiten Weltkrieg wurde das Warenhaus durch Bomben und Granaten stark beschädigt und nur notdürftig repariert. Erst 2007 wurde die Restaurierung des Gebäudes nach den erhaltenen Plänen Dernburgs begonnen, doch die Wiederherstellung der Fassaden-Skulpturen erschien zunächst unmöglich. Durch Vermittlung des Bildhauers Dietrich Klakow ergab sich der Kontakt der Denkmalpflegerin von Wrocław, Krystyna Kirschke, mit Yvonne Bannek, der Enkelin von Nitschke. So konnte die Bildhauerin Pola Ziemba auf die im Krieg nicht vernichteten Atelierfotos von den Originalmodellen en face und en profile sowie auf Auszüge aus den Tagebüchern des Künstlers und diverse Fotos von der noch erhaltenen ungebrannten Skulptur Hadwig mit Maßangaben zurückgreifen und dadurch die beschädigten Skulpturen restaurieren und 72 Repliken schaffen.

## Werke
- 1904 Auf dem Gipfel, Gemälde auf der Ausstellung des Stuttgarter Künstlerbunds in Dresden[1]
- 1906 Allegorien, sechs überlebensgroße Statuen aus Sandstein und zwölf Reliefs am dreibogigen Portal des Warenhauses Karstadt in Lübeck
- 1907 Wandgemälde Angst und Besänftigung durch Musik im Konzertsaal der Pfullinger Hallen[2][3][4]
- 1908 Willkommen, fünf Terrakotten von 2 m Höhe und Ton-Reliefs in Berlin, Bismarckstraße 10 (Gebäude zerstört)
- 1910 Begegnung, zwei überlebensgroße Basaltfiguren in Berlin-Charlottenburg
- 1910 Drei Skulpturen am »Ettershaus« in Bad Harzburg
- 1911 Januskopf mit Bübchen, Gartenhaus von Richard Dehmel in Hamburg-Blankenese
- 1924 Kuppelausmalung und Wandmalerei der Friedhofskapelle in Berlin-Lindenhof
- 1925 Berliner Schauspielerin, Terrakotta, Berlin-Charlottenburg
- 1926 Junge Hamburgerin und Bayerisches Mädchen,[5] Terrakotten in Kallmünz
- 1926 Starke Frauen, Monument am Knie in Berlin-Charlottenburg[6]
- 1929 Wandmalerei im Muthesius-Haus in Berlin-Wannsee
- 1929 Aus aller Herren Länder, 25 Modelle für Terrakotten an der Fassade des Warenhauses Wertheim in Breslau[7]
- 1930 Postverkehr, Holzintarsien-Wandbilder im Festsaal der Oberpostdirektion Berlin am Lietzensee
- 1931 Tänzerinnen, Stampfbeton, Berlin-Charlottenburg
- 1930–1932 Landschaftsbilder, Porträts in Öl, an der Côte d’Azur
- 1931 Nike, Terrakotta[8] und Porträt, in Cagnes s.m.
- 1933 Junge Frau, Plastik in Berlin-Schöneberg
- 1935 Der Sämann, großes Relief in Berlin, Kantstraße
- 1936 Schuhsalon, u. a. sechs Reliefs in Stampfbeton für den Einzelhandel in Berlin
- 1937 E.-T.-A.-Hoffmann-Brunnen für Lutter & Wegner in Berlin-Mitte
- 1938 Kuh mit Magd, lebensgroße Plastik in Berlin, Potsdamer Straße
- 1952 Fresko an der Fassade einer Schule in Bergheim bei Salzburg
- 1953 Yve, Terrakotta und Porträt in Neckarsteinach
- 1954 Noli me tangere, Großplastik in Neckarsteinach
- 1955 Nike, Porträt in Neckarsteinach
- 1957 Adam und Eva, Großplastik in Neckarsteinach
- 1960 Knaben-Torso, Marmorbeton, in Schönau
- 1961 Sgraffito am Landschulheim in Schönau
- 1961 Franziskus, Marmorbeton-Plastik in Karlsruhe
- 1962 Hadwig, Porträt, Schönau
- 1963 Liebespaar, Gussbeton, Schönau
- 1964 Witwe gestützt von einer jungen Frau, lebensgroße Plastik, Schönau